# .gn
.gnは国別コードトップレベルドメイン（ccTLD）の一つで、ギニアに割り当てられている。登録には直接現地で申請することが必要になる。

## セカンドレベルドメイン
以下のセカンドレベルドメインが存在している。
- .com.gn: 商業用
- .ac.gn: 学術用
- .gov.gn: 政府機関用
- .org.gn: 非営利組織用
- .net.gn: ネットワークインフラ用